# Beherbergungsraum
Ein Beherbergungsraum ist im Bauordnungsrecht ein Raum in einem Beherbergungsbetrieb, der den Gästen zum Wohnen und Schlafen dient. 
Der Beherbergungsraum wird unterschieden vom Gastraum, der zum übrigen Aufenthalt der Gäste bestimmt ist, und vom Betriebsraum, der normalerweise nur dem Personal zugänglich ist. Ein Hotelzimmer oder ein Schlafsaal in einer Jugendherberge sind Beherbergungsräume. Eine Suite oder ein Appartement in einem Apartment-Hotel gelten jeweils als ein Beherbergungsraum.
Für Beherbergungsräume gelten bauliche Vorschriften, die in Beherbergungsstättenverordnungen festgelegt sind. Von jedem dieser Räume aus müssen zwei voneinander unabhängige Rettungswege existieren. Für Brandschutz, Sicherheitsbeleuchtung, Notstromversorgung gibt es spezielle Anforderungen.